# Pięciobój zimowy
Pięciobój zimowy – dyscyplina sportowa, w połowie XX wieku epizodycznie znajdująca się w programie igrzysk.
Pięciobój zimowy łączył różne dyscypliny: zimowe i letnie (w odróżnieniu od wieloboju lekkoatletycznego, w którego skład wchodzą tylko dyscypliny letnie), najbliżej mu było do pięcioboju nowoczesnego. Obejmował następujące konkurencje:
- bieg narciarski
- strzelanie
- bieg zjazdowy
- szermierka
- jazda konna

W 1948, na igrzyskach w Sankt Moritz, był rozgrywany jako dyscyplina pokazowa. Rywalizację zdominowali Szwedzi - wygrał Gustav Lindh, kolejne miejsca zajęli William Grut i Bertil Haase.